# Wspólnota administracyjna Ilmtal-Weinstraße
Wspólnota administracyjna Ilmtal-Weinstraße (niem. Verwaltungsgemeinschaft Ilmtal-Weinstraße) – dawna wspólnota administracyjna w Niemczech, w kraju związkowym Turyngia, w powiecie Weimarer Land. Siedziba wspólnoty znajdowała się w miejscowości Pfiffelbach.
Wspólnota administracyjna zrzeszała dziesięć gmin wiejskich: 
1. Kromsdorf
2. Liebstedt
3. Mattstedt
4. Niederreißen
5. Niederroßla
6. Nirmsdorf
7. Oberreißen
8. Oßmannstedt
9. Pfiffelbach
10. Willerstedt

31 grudnia 2013 wspólnota została rozwiązana a z dziewięciu jej gmin utworzono gminę (Landgemeinde) Ilmtal-Weinstraße, która stała się jednocześnie "gminą realizującą" (niem. "erfüllende Gemeinde") dla gminy Kromsdorf.